# Eudoks iz Knida
Eudoks iz Knida (grč. Εὔδοξος, Eúdoksos; ?, oko 408. pr. Kr. – ?, oko 355. pr. Kr.), grčki matematičar i astronom. Studirao u Ateni i u Egiptu. Predavao na Platonovoj Akademiji u Ateni. Bavio se kontinuiranim veličinama i brojevima. Dokazao da je volumen piramide jednak jednoj trećini volumena prizme i da je volumen stošca jednak jednoj trećini volumena valjka ili cilindra ako su im jednake osnovice i visine. Pokušao je rastumačiti nepravilnosti u gibanju Mjeseca, Sunca i planeta pomoću 27 kružnih gibanja. Smatrao je da je Zemlja sferno tijelo i procijenio je duljinu meridijana na približno oko 70 000 kilometara. Koristio godinu u trajanju od 365,25 dana, definirao kut između ekliptike i nebeskog ekvatora. Izradio je zvjezdani katalog Pojave (grč. Φαινόμενα; Phaenomena), u kojem je popisao klasična zviježđa, opisao položaje zvijezda u njima i naveo vremena njihova izlaska i zalaska. Smatra se da je izumio sunčani sat. Po njem su nazvani krateri na Mjesecu i na Marsu (Eudokso).